# رافال أوميلكو
رافال أوميلكو (بالبولندية: Rafał Omelko) مواليد 16 يناير 1989 في فروتسواف، هو عداء بولندي متخصص في 400 متر. فاز بالفضية في بطولة أوروبا لألعاب القوى داخل الصالات سنة 2015.

## الميداليات
| الميدالية | المسابقة                                    |
| --------- | ------------------------------------------- |
| برونزية   | بطولة أوروبا لألعاب القوى 2014              |
| فضية      | بطولة أوروبا لألعاب القوى داخل الصالات 2015 |

## روابط خارجية
- رافال أوميلكو على موقع الاتحاد الدولي لألعاب القوى (الإنجليزية)
- رافال أوميلكو على موقع الاتحاد الأوروبي لألعاب القوى (الإنجليزية)
- رافال أوميلكو على موقع الرابطة البولندية لألعاب القوى (البولندية)
- رافال أوميلكو على موقع الدوري الماسي (الإنجليزية)
- رافال أوميلكو على موقع اللجنة الأولمبية الدولية (الإنجليزية)
- رافال أوميلكو على موقع أوليمبيديا (الإنجليزية)
- رافال أوميلكو على موقع اللجنة الأولمبية البولندية (مؤرشف) (البولندية)